# Koštialova ulica, Novo mesto
Koštiálova ulica je ena od ulic v Novem mestu. Od leta 1955 se imenuje po jezikoslovcu in folkloristu Ivanu Koštialu. Ulica ima 46 hišnih številk, poteka pa od Seidlove ceste do mestnega pokopališča.